# Fanny Cadeo

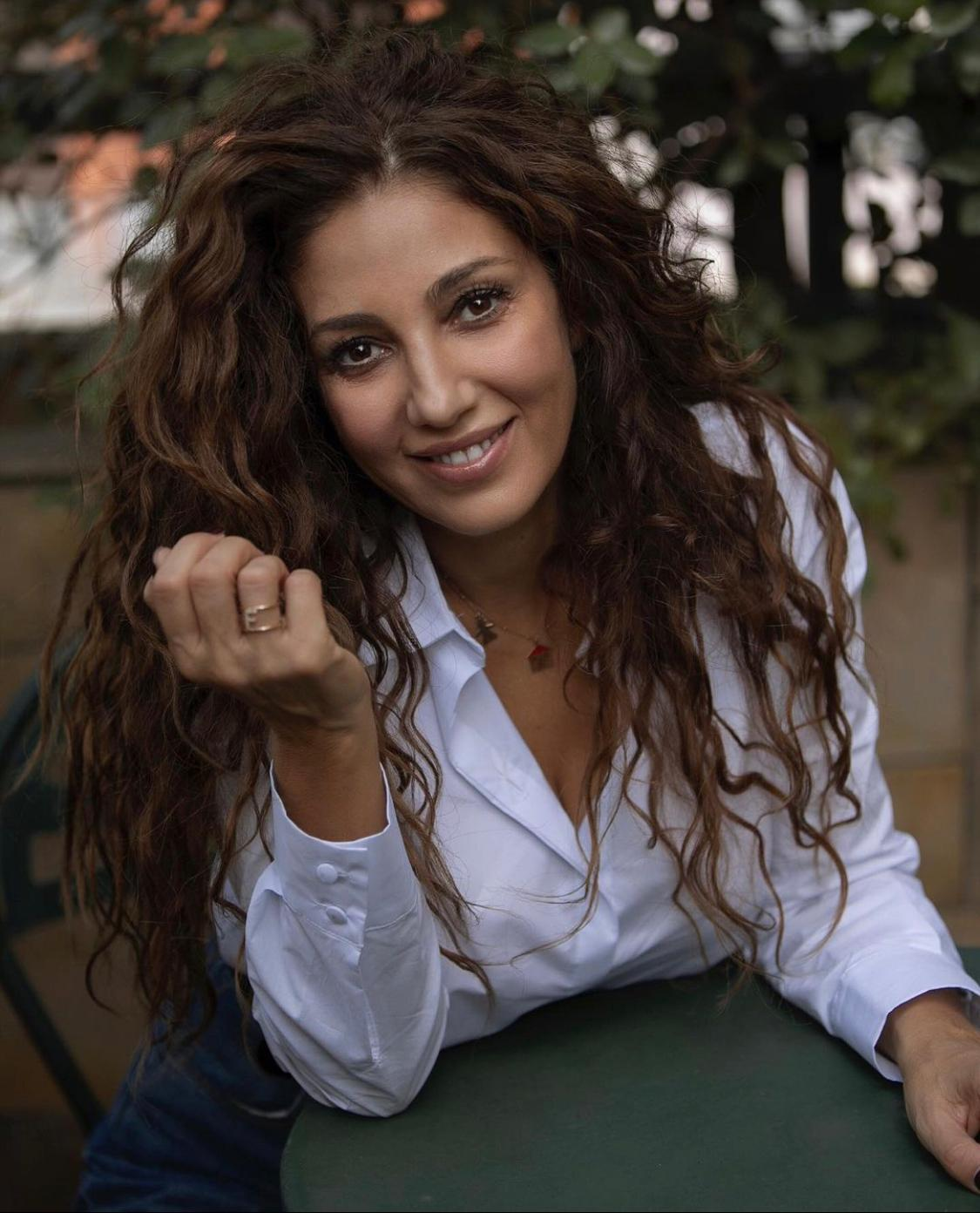
Fanny Cadeo

Fanny Cadeo  (* 11. September 1970 in Lavagna, Italien als Stefania Cadeo) ist ein italienisches Fotomodell und Schauspielerin. Nachdem sie in den 1990er-Jahren ihre Karriere als Showgirl und Moderatorin begonnen hatte, gelang ihr später der Wechsel zur Schauspielerei, wie zum Beispiel in der Komödie Rimanga tra noi (deutsch: Bleib bei uns).

## Leben und Karriere
Cadeo absolvierte das Gymnasium Santa Marta in Chiavari und besuchte verschiedene Kurse in Gesang, Jazz und Modern Dance. Sie debütierte 1992 als „Velina“ (ital. für Showgirl) in der TV-Sendung Striscia la notizia (Ausgaben 1992, 1994) im Fernsehen und in den gleichen Jahren posierte sie nackt für zahlreiche Zeitschriften. Sie trat in verschiedenen Fernsehsendungen im Ausland auf, zum Beispiel tanzte und sang sie in Hola Raffaella, einer Sendung von Raffaella Carrà, die von TVE in Spanien ausgestrahlt wird. Auch war sie häufig zu Gast bei Thomas Gottschalk in Deutschland (1993 und 1994). Sie produzierte mehrere Musiksingles, u. a. eine Cover-Version von Mambo Italiano (1993), produziert von Joe T. Vannelli, und andere Songs wie I want your love (1994) und Living in the night (2000), produziert von Max Moroldo und Roberto Santini.
1995 hatte sie ihre erste Rolle als Co-Star im Western Trinity und Babyface, unter der Regie von E. B. Clucher. Ebenfalls 1995 spielte sie die Rolle einer französischen Sängerin in Luciano De Crescenzos Film Croce e delizia. In derselben Zeit war sie Hauptdarstellerin in Racket, mit Michele Placido von Luigi Perelli. 1996 gehörte sie zu den Hauptdarstellern in Jerry Calàs Film Gli inaffidabili. 1997 spielte sie im Spielfilm Agenzia fantasma von Vittorio De Sisti und anschließend im Spielfilm Tutti i uomini sono uguali von Alessandro Capone. Sie war zudem in einigen Folgen von Un posto al sole und La squadra auf Rai 3 zu sehen. Sie arbeitete weiter bei Film und Fernsehen, später auch bei Theater- und Rundfunk, wo sie auch als Moderatorin arbeitete. Es folgte die Sendung Reisen und Frauen, die für Rete 4 auf Kuba gedreht wurde; Anschließend übernahm sie kurz die Rolle des Showgirls bei Paolo Limitis See you on Rai 1.
2001 spielte sie im Film Una milanese a Roma von Diego Febbraro mit. 2002 wirkte sie in der Sendung Stupido hotel auf Rai 1 mit. 2003 war sie Teil der festen Besetzung von Buona Domenica. Im folgenden Jahr war sie zusammen mit Laura Freddi und Claudio Lippi in der Sitcom Condominio von Beppe Recchia zu sehen. 2005 folgten der Spielfilm Il Grande Torino von Rai 1 von Claudio Bonivento und Grandi domani von Vincenzo Terraciano. 2005 arbeitete sie neben Platinette in Passerelle powder of stars, unter der Regie von Mino Bellei (nach ihrer ersten Zusammenarbeit 1998 in Gocce di luna unter Armando Marra). 2006 war sie Teil der Besetzung von Sex in the City von Fabio Crisafi.
Eine führende Rolle hatte Cadeo 2007 im Spielfilm Io e mamma, in der Amanda und Stefania Sandrelli für Canale 5 zum ersten Mal gemeinsam spielten. Regie führte Andrea Barzini. 2007 leitete sie mit Raffaello Tonon, unter der Leitung von Maurizio Costanzo, Sos Notte, ein experimentelles Programm im Internet. 2009 und 2010 war sie Gastgeberin der Gastronomiesendung Cercasapori auf Rai 2. In derselben Zeit war sie bei der Talentshow Amici di Maria De Filippi beschäftigt. 2010 spielte sie neben Antonio Giuliani unter dessen Regie in Rimanga tra noi. Cadeo arbeitete daneben im Musical Mi ritorni in mente, zusammen mit Franco Oppini, unter der Regie von Renato Giordano (2011). 2012 kehrte sie, unter der Regie von Andrea Buscemi, in der Rolle der Porzia in Il mercante di Venezia von William Shakespeare ans Theater zurück. Von 2012 bis 2014 arbeitete sie für Radio 1 in der Sendung L'Italia che va mit Daniel Della Seta.
Cadeo spricht fließend Englisch, Französisch und Deutsch.

## Theater
- Gocce di luna – Regie Armando Marra
- Passerelle mit Platinette – Regie Mino Bellei
- Sex and City – Regie Fabio Crisafi
- Arrivederci e grazie (Monolog) mit Manuela Kustermann – Regie Giancarlo Nanni
- Portami tante rose.it mit Valeria Valeri – Regie Marco Mattolini
- Rimanga tra noi mit Antonio Giuliani – Regie Antonio Giuliani[1]
- Mi ritorni in mente mit Franco Oppini – Regie Renato Giordano
- Il mercante di Venezia von William Shakespeare, in der Rolle der Porzia, mit A. Buscemi. Regie: A. Buscemi

## Filmografie

### Kino
- 1995: Trinity und Babyface (Trinità & Bambino… e adesso tocca di noi)
- 1995: Croce e delizia, Regie Luciano De Crescenzo
- 1997: Gli inaffidabili, Regie Jerry Calà
- 2001: Una milanese a Roma, Regie Diego Febbraro
- 2005: Fatti della banda della Magliana, Regie Daniele Costantini
- 2005: Cose da pazzi, Regie Vincenzo Salemme
- 2005: Troppo belli, Regie Ugo Fabrizio Giordani

### Fernsehen
- Striscia la notizia – 1994
- Auftritte im italienischen Fernsehen: Maurizio Costanzo Show, Tappeto Volante, Quelli che il calcio.
- Auftritte in anderen Sendern: Raffaella (TVE), Gran fiesta Italiana (Telecinco), Eurot (Chanel 4), Thomas Gottschalk-Show
- Primatist Trophy, Moderatorin Odeon TV
- Donne e viaggi Rete 4
- Ci vediamo su Raiuno mit Paolo Limiti
- Stupido Hotel Raidue
- Buona Domenica Canale 5
- SOS notte, Moderatorin Alice home tv
- Follie rotolanti, Moderatorin Raidue (2008)
- Venice Music Award (Raidue) 2009
- Cercasapori, Moderatorin (Raidue) 2009–2010
- 10 Stelle per Madre Teresa Raiuno, musikalische Lesung über Mutter Teresa. Weihnachten 2010
- L’Anno che verrà Raiuno Concerto do Capodanno 2011 in Rimini (zwei Lieder)
- Torino Film Festival Rai Movie, Moderatorin
- Lasciatemi cantare Raiuno mit Carlo Conti

### Radio
- Programma musicale anni ’60 – ’80. Moderatorin und Autorin - Isoradio
- Il Cercasapori-SMS consumatori. Moderatorin - Isoradio
- Grazie dei fiori. Moderatorin - Isoradio
- L’Italia che va mit Daniel della Seta.  Moderatorin - Rai Radio 1

## Diskografie
- 1993: Another Chance
- 1993: Mambo Italiano
- 1994: I Want Your Love
- 1994: Pecame
- 1995: I Want Your Love Remix
- 2000: Living In The Night